# Abdul Jalilul Jabbar
Abdul Jalilul Jabbar war der elfte Sultan von Brunei nach offizieller Zählung. Er kam 1659 an die Herrschaft und regierte nur ein Jahr lang bis zu seinem Tod 1660. Sein Nachfolger wurde sein Onkel Muhammad Ali.

## Leben
Abdul Jalilul Jabbar war der zweite Sohn von Sultan Abdul Jalilul Akbar von dessen javanischer Frau Radin Mas Ayu Siti Aishah. Ein weiterer Bruder war der spätere Sultan Muhyiddin und ein Halbbruder der Pengiran Muda Besar Abdullah. Vor seiner Thronbesteigung führte er den Titel Raja Tengah Aliuddin.
Abdul Jalilul Jabbar war mit Radin Kesuma Puteri verheiratet, der Tochter von Sultan Ibrahim Ali Omar Shah von Sarawak. Aus dieser Verbindung ging hervor Pengiran Di-Gadong Pengiran Muda Muhammad Shamsuddin. Ein weiterer Sohn aus einer anderen Verbindung war Pengiran Bendahara Pengiran Anak Untong.